# Fobie
Fobia poate fi definită ca fiind o teamă irațională, foarte persistentă, dusă uneori la extreme și totuși inofensivă. Aceasta poate fi stârnita atât de o anumită situație, cât și de anticiparea ei. De exemplu, cei care suferă de acrofobie (teama de inălțime) se pot panica chiar și atunci când se gândesc că este necesar să urce pe o clădire înaltă.

## Simptome
- Amețeală, pierderea echilibrului
- Transpirație
- Greață
- Tensiune musculară
- Palpitații și creșterea ritmului cardiac

## Tipuri de fobie
- Fobii sociale, teama de diverse situații sociale - teama de a vorbi în public, teama de a socializa etc. În Statele Unite, 12% din adulți au fost afectați de acest simptom de-a lungul vieții.
- Agorafobii, teama de a rămâne blocat într-un loc.
- Fobii specifice, teama de diverse lucruri sau obiecte (teama de gândaci, vânt, cutremur, etc.). În această categorie se încadrează patru tipuri majore de fobii și anume:[1]
  - teama de mediul natural – teama de lumină, apă, furtună , etc.
  - teama de animale – teama de șerpi, rozătoare, păianjeni, etc.
  - teama medicală – teama de a vedea sânge, teama de injecții, de medici, etc.
  - teama de diverse situații – teama de a merge pe poduri, de a pleca de acasă, teama de a conduce, etc.

## Tratamente
Pentru a face față fobiilor, există un număr mare de tratamente. Eficacitatea acestora depinde atât de individ, cât și de tipul de afecțiune de care suferă. Una dintre metodele de tratament este chiar expunerea la fobie: pacientul este pus să-și înfrunte teama pentru ca acesta să își dea seama că obiectul de care se teme este absolut inofensiv. 
De asemenea, persoanele care suferă de fobii sociale sau agorafobie pot apela la un tratament medicamentos. Psihologul este persoana în măsură să stabilească de ce tratament are nevoie bolnavul.

## Psihoterapia
În același timp, psihoterapia este o soluție foarte bună în ceea ce privește fobiile. În tratarea lor se aplică conceptul de „cui pe cui se scoate”, astfel că o persoana care suferă de ailurofobie (teama de pisici) va ajunge, sub îndrumarea terapeutului, să se apropie foarte mult de pisici. Astfel, pacientul va fi ajutat să înteleagă că motivul fricii lui nu este întemeiat.

## Articole conexe
- Lista alfabetică a fobiilor